# Campeonato Francés de Fútbol (USFSA) 1898
El Campeonato Francés de Fútbol 1898 fue la quinta edición de dicho campeonato, organizado por la USFSA (Union des Sociétés Françaises de Sports Athlétiques). Se jugó un formato de todos contra todos con equipos de París. El campeón fue el Standard Athletic.

## Campeonato de París
```
Equipo                                      PJ  PG PE PP GF-GC  PTS

1.
Standard Athletic Club
                   10   9  0  1  50- 5  
18

1.
Club Français
                            10   9  0  1  27- 6  
18

3.
United Sport Club
                        10   5  1  4  10-22  
11

4.
Racing Club de France
                    10   3  2  5  11-31   
8

5.
Paris Star
                               10   2  1  7   3-37   
5

6.
The White Rovers
                         10   0  0 10   0- 0   
0
```

## Desempate por el título
- Standard Athletic Club 3-2 Club Français